# Андроников, Игорь Сергеевич
Игорь Сергеевич Андроников (Андронников) (1936—1989) — советский самбист, дзюдоист, мастер спорта; каскадёр.

## Биография
Проживал в Ленинграде, тренировался в обществе «Динамо».
Тренеры — А. Н. Чернигин, Б. А. Климович.
Выступал в тяжёлой весовой категории (свыше 85, затем свыше 87, затем свыше 100 кг.).
В 1963 году в составе команды Ленинграда стал победителем командного чемпионата СССР по самбо.
Многократный серебряный (1966, 1967, 1969) и бронзовый (1968, 1971, 1974) призёр личного чемпионата СССР по самбо.
Бронзовый призёр II международного турнира по самбо (1969).
Серебряный призёр IV международного турнира по самбо (1971).
Выступал за сборную СССР по дзюдо.
Работал тренером в детской секции дзюдо в селе Русско-Высоцкое Ломоносовского района Ленинградской области.
Был тренером Михаила Кокорина.

## Фильмография
Принимал участие в создании нескольких фильмов киностудии «Ленфильм» в качестве каскадёра и актёра эпизода.
- 1964 — «Гамлет» — стражник.
- 1973 — «Я служу на границе» — вражеский диверсант; каскадёр.
- 1974, 1977 — «Блокада» —каскадёр.
- 1978 — «Ярославна, королева Франции» — эпизод; каскадёр.
- 1980 — «Приключения Шерлока Холмса и доктора Ватсона» (серия «Смертельная схватка») — сообщник профессора Мориарти.